# Население на Ботсвана
Населението на Ботсвана според последното преброяване от 2011 г. е 2 024 904 души.

## Численост
Численост на населението според преброяванията през годините:
| Година | Численост |
| 1981   | 941 027   |
| 1991   | 1 326 796 |
| 2001   | 1 680 863 |
| 2011   | 2 024 904 |

## Възрастова сткруктура
(2006)
- 0 – 14 години: 38,3 % (мъже 319 531, жени 309 074)
- 15 – 64 години: 57,9 % (мъже 460 692, жени 488 577)
- над 65 години: 3,8 % (мъже 23 374, жени 38 585)

(2009)
- 0 – 14 години: 34,8 % (мъже 352 399, жени 340 058)
- 15 – 64 години: 61,4 % (мъже 613 714, жени 608 003)
- над 65 години: 3,9 % (мъже 31 155, жени 45 547)

## Коефициент на плодовитост
- 2009 – 2,6
- 2010 – 2,54

## Расов състав
- 96 % – черни
- 3 % – бели
- 1 % – други

## Езици
Най-разпространен език в страната е тсвана – 78,2 % от населението.

## Религия
Християните в страната са 71,6 % от населението.